# Kicléd
Kicléd (németül: Kitzladen) Lipótfalva-Kicléd község része Ausztriában, Burgenland tartományban, a Felsőőri járásban.

## Fekvése
Pinkafőtől 6 km-re nyugatra a régi magyar határ mellett fekszik. Lipótfalva-Kicléd déli településrészét képezi.

## Története
A hagyomány szerint 850 körül Chezilo szláv herceg alapította és nevét is róla kapta. Első okleveles említése azonban csak 1334-ben történt "Kecel" alakban, amikor Köveskúti Pósa Pál volt a birtokosa. A feltehetően magyarok lakta településre később német telepesek érkeztek, mert 1455-ben már „Kitzlarn” néven említik és így szerepel az 1532-es urbáriumban is. A török 1532-ben elpusztította. 1527-től a Batthyányak birtoka, hatásukra 1580 körül lakói felvették az evangélikus vallást, de 1670-ben már a falu többsége rekatolizált. 1652-ben a Bathhyányak a Rindmaul családnak adták zálogba és csak 1726-ban vették vissza.
Vályi András szerint " KICZLAD. Kiczlak, Kiczladen. Elegyes falu Vas Vármegy. földes Ura G.  Batthyáni Uraság, lakosai katolikusok, fekszik Stájer Országnak szomszédságában, határja síkos, és termékeny, réttye kövér, erdeje elég van."
Fényes Elek szerint " Kiczlád, német falu, vas vmegyében, a szalónaki uradalomban, Stájerország szélén: 200 kath., 120 evang. lak., kath. paroch. templommal, hegyes, sovány határral."
Vas vármegye monográfiája szerint " Kiczléd, stájer határszéli német község, 62 házzal és 395 r. kath. és ág. ev. lakossal. Postája helyben van, távírója Pinkafő. Plébániája és kath. temploma 1689-ben már fennállott. Kegyura gr. Batthyány Iván."
1910-ben 372, túlnyomórészt német lakosa volt. A trianoni békeszerződésig Vas vármegye Felsőőri járásához tartozott. 1921-ben Ausztria Burgenland tartományának része lett. 1971-ben Lipótfalvával egyesítették.

## Nevezetességei
Idősebb Szent Jakab apostol tiszteletére szentelt római katolikus plébániatemploma 1844-ben épült.